# Ba Bu Tang Lang Quan
Ba Bu Tang Lang Quan (auch: 8-Schritte-Gottesanbeterin-Kung-Fu) (chinesisch 八步螳螂拳, kantonesisch Baat Bou Tong Long Kuen) ist ein Sub- oder Unterstil des Tang Lang Quan mit größerer Verbreitung vor allem in Taiwan und den Vereinigten Staaten von Amerika.

## Entstehungsgeschichte
Das Babu Tanglang Quan wurde in der ersten Generation von Jiang Hualong entwickelt (etwa 1920). Er vereinte Techniken aus dem Baguazhang, Tongbeiquan, Xingyiquan und dem Meihua Tanglangquan zu einem neuen Tanglang Stil. Sein erster Schüler war Feng Huanyi (* 1879; † unbekannt), der den Stil komplett erlernte und später weitergab.
Nach Feng Huanyi erlernte als einziger Wei Xiao Tang (* 1901; † 1984) den kompletten Babu Tanglang Stil, der diesen mit Prinzipien aus dem Wu-Stil des Taijiquan weiter verfeinerte und vor allem in Taiwan bekannt machte.
Wei Xiao-Tang gilt als der eigentliche „Vater und Erschaffer“ des heutigen Babu Tanglang-Stils. Den größten Bekanntheitsgrad hat das Babu Tanglang in Taiwan und den USA.

## Stilkriterien
Anders als die älteren Tang Lang Quan-Stile besteht der Babu Tanglang-Stil aus nur etwa 11 Handformen und wenigen Partnerformen. Herz dieses Curriculums sind die 6 „Essenz“formen: Zhai Yao 1-6. Die Prinzipien erinnern trotz der überlieferten Techniken stark an die Prinzipien aus den inneren Kampfkünsten (Neijia). Es gibt einige Waffenformen, zum Beispiel mit dem Breitschwert (Dao), dem Stock (Gun) oder dem chinesischen Schwert (Jian).